# Crew Energy
Crew Energy ist ein kanadisches Unternehmen mit Firmensitz in Calgary.
Das Unternehmen ist in der Exploration und Erschließung von Erdgas-Feldern tätig. Gegründet wurde das Unternehmen 2003. Das Unternehmen ist an der Toronto Stock Exchange gelistet.